# Masatora Kawano
Masatora Kawano (ur. 23 października 1998 w Hyūga) – japoński lekkoatleta, chodziarz.
Urodził się 23 października 1998 w Hyūga w prefekturze Miyazaki, na wyspie Kiusiu. Ukończył studia na Uniwersytecie Tokijskim. Pracuje jako urzędnik. Trenuje w klubie Asahi Kasei (2020). Jego osobistym trenerem od 2018 roku jest Mizuho Sakai. W 2020 roku Kawano reprezentował Japonię na Letnich Igrzyskach Olimpijskich rozgrywanych w Tokio. W chodzie na 50 km mężczyzn zajął 6. miejsce z wynikiem 3:51:56. Wicemistrz świata z Eugene (2022), rok później w Budapeszcie zdobył brązowy medal na dystansie 35 km.